# Tour d'Alberta
El Tour d'Alberta fou una competició ciclista per etapes que es disputà a la província canadenca d'Alberta. La cursa formà part de l'UCI America Tour amb una categoria 2.1. La primera edició es disputà el 2013 i la darrera el 2017. Problemes econòmics van impedir l'organització de l'edició del 2018.
Alex Stieda, primer ciclista canadenc en vestir el mallot groc del Tour de França, va ser l'impulsor de la cursa.

## Palmarès
| Any  | Vencedor        | Segon            | Tercer            |
| ---- | --------------- | ---------------- | ----------------- |
| 2013 | Rohan Dennis    | Brent Bookwalter | Damiano Caruso    |
| 2014 | Daryl Impey     | Tom Dumoulin     | Ruben Zepuntke    |
| 2015 | Bauke Mollema   | Adam Yates       | Tom-Jelte Slagter |
| 2016 | Robin Carpenter | Bauke Mollema    | Evan Huffman      |
| 2017 | Evan Huffman    | Sepp Kuss        | Alex Howes        |